# Roger S. Baldwin
Roger S. Baldwin (New Haven, 1793. január 4. – New Haven, 1863. február 19.) az Amerikai Egyesült Államok szenátora (Connecticut, 1847–1851).